# Spurrita
La spurrita és un mineral de la classe dels silicats. Rep el seu nom de Josiah Edward Spurr (1870-1950), geòleg econòmic nord-americà. També rep el nom del cràter Spurr, a la part nord-oest de Palus Putredinis, a prop del cràter d'Arquimedes, a la Lluna.

## Característiques
La spurrita és un silicat de fórmula química Ca₅(SiO₄)₂(CO₃). Cristal·litza en el sistema monoclínic. La seva duresa a l'escala de Mohs és 5.
Segons la classificació de Nickel-Strunz, la spurrita pertany a «9.AH - Nesosilicats amb CO₃, SO₄, PO₄, etc.» juntament amb els següents minerals: iimoriïta-(Y), tundrita-(Ce), tundrita-(Nd), ternesita, britholita-(Ce), britholita-(Y), el·lestadita-(Cl), fluorbritholita-(Ce), fluorel·lestadita, hidroxilel·lestadita, mattheddleïta, tritomita-(Ce), tritomita-(Y), fluorcalciobritholita i fluorbritholita-(Y).

## Formació i jaciments
Va ser descrita gràcies a exemplars trobats en dos indrets: la mina Terneras, a Velardeña, al districte homònim del municipi de Cuencamé, a Durango, Mèxic; i Darwin, al districte homònim del comtat d'Inyo, a Califòrnia, als Estats Units. Ha estat descrita en altres localitats d'arreu del planeta, tot i que els jaciments on s'hi pot trobar són escassos.